# Кийктинский сельский округ
Кийктинский сельский округ (каз. Киікті ауылдық округі) — сельский округ в составе Шетского района Карагандинской области Казахстана. Административный центр — село Кийкти.

## История
По состоянию на 1989 был Кийктинский сельский совет (села Акшагыл, Аркарлы, Киик) ликвидированного Агадырского района, затем территория бывшей совета входила в состав Мойинтинской поселковой администрации. Образован в 2007 году

## Население
Население — 951 человек (2009; 1020 в 1999; 819 в 1989).

## Административное деление
В состав округа входят такие населённые пункты:
| Населённый пункт | Население, человек (1989) | Население, человек (1999) | Население, человек (2009) |
| ---------------- | ------------------------- | ------------------------- | ------------------------- |
| Акшагыл, станция | 24                        | -                         | -                         |
| Аркарлы, станция | 32                        | -                         | -                         |
| Кийкти, село     | 763                       | 1020                      | 951                       |

## История
Прежнее название села Кийкти — Киик. К селу Кийкти было присоединено соседнее село Акжартас.

## Деление
- с. Кийкти
- с. Аркарлы
- с. Акшагыл[6]

## Акимы
1. Беркимбаев Темирхан Жаркенович 2008-2012
2. Сеиткасымов Бауыржан Канатович 2012 -?
3. Смагулов Мерей